# Alexander Choupenitch
Alexander Choupenitch (n. 2 mai 1994, Brno, Cehia) este un scrimer ceh specializat pe floretă, calificat pentru Jocurile Olimpice de vară din 2016.

## Carieră
S-a născut într-o familie de cântăreți de operă belaruși, care lucrau la Opera Națională din Brno. Ortografia neobișnuită a numelui său – „Choupenitch” în loc de „Šupenič” – provine din faptul că documentele de călătorie emise părinților foloseau o scriere franțuzească.
S-a apucat de scrimă la vârsta de opt ani, după ce a încercat baschetul. A aflat ulterior ca bunica vitregă sa, Tatiana Samucenko, era o campioană de floretă sovietică. Primul mare rezultat în competiții internaționale a fost medalia de aur la Campionatul European pentru cadeți din 2011 de la Klagenfurt, folosită de o medalie de bronz la Campionatul Mondial pentru cadeți. La junioare, a câștigat argintul la Campionatul Mondial din 2013 de la Poreč, terminând sezonul pe primul loc din clasamentul mondial.
Începând cu sezonul 2010-2011 a participat la competiții de seniori. Nu a putut să se califice la Jocurile Olimpice de vară din 2012, după ce a pierdut cu românul Radu Dărăban în sferturile de finală la turneul de calificare de la Bratislava. În sezonul 2013-2014 a cucerit medalia de argint la etapa de Cupa Mondială de A Coruña și o altă la cea de la Veneția, pierzând de fiecare dată cu chinezul Ma Jianfei. A ajuns în sferturile de finală la Campionatul European din 2014 de la Strasbourg și la Campionatul Mondial din același an de la Kazan. A încheiat sezonul pe locul 5, cel mai bun clasament din carieră.

## Palmares
Clasamentul la Cupa Mondială
| An  | 2011 | 2012 | 2013 | 2014 | 2015 |
| --- | ---- | ---- | ---- | ---- | ---- |
| Loc | 88   | 45   | 81   | 5    | 15   |

## Legături externe
- en  Prezentare Arhivat în 27 iulie 2014, la Wayback Machine. la Confederația Europeană de Scrimă
- cs  Prezentare pe Redbull.com
- en Alexander Choupenitch la Olympedia.org